# Titularbistum Izirzada
Izirzada  ist ein Titularbistum der römisch-katholischen Kirche.
Die in Nordafrika gelegene Stadt war ein alter römischer Bischofssitz, der im 7. Jahrhundert mit der islamischen Expansion unterging. Er lag in der römischen Provinz Numidien.
| Titularbischöfe von Izirzada |                                  |                                                    |                  |                 |
| Nr.                          | Name                             | Amt                                                | von              | bis             |
| 1                            | John Peter Leonard SJ            | emeritierter Erzbischof von Madurai                | 13. April 1967   | 25. Juli 1976   |
| 2                            | Marcos Zuluaga Arteche CMF       | Weihbischof in Darién (Panama)                     | 9. Dezember 1976 | 26. August 2000 |
| 3                            | Enrique Díaz Díaz                | Weihbischof in San Cristóbal de Las Casas (Mexiko) | 30. April 2003   | 15. Mai 2014    |
| 4                            | David Martínez De Aguirre Guinea | Koadjutorvikar von Puerto Maldonado (Peru)         | 8. Juli 2014     |                 |